# 大分市立南大分小学校
大分市立南大分小学校（おおいたしりつ みなみおおいたしょうがっこう）は、大分県大分市二又にある公立小学校である。

## 概要
校舎の老朽化のために、2011年（平成23年）から建て替え工事が行われ、2014年（平成26年）3月に一連の工事が完了した。新しい校舎棟は鉄筋コンクリート構造4階建て。狭い敷地を有効利用するために大分市立南大分幼稚園が合築された。屋内運動場棟は鉄筋コンクリート構造2階建てで、1階に給食調理場と放課後保育施設、2階に屋内運動場が設けられている。
令和5年度時点全校生徒812名の大規模校である。
本校及び豊府小学校の2つの小学校の通学区域は、南大分中学校の通学区域となっており、卒業生の多くは同中学校に進学する。

## 沿革
- 1876年（明治9年） - 太田学校として創立。
- 1889年（明治22年） - 永興尋常小学校・豊府尋常小学校となる。
- 1924年（大正13年） - 大分市南大分尋常高等小学校となる。
- 1933年（昭和8年） - 大分市南大分尋常小学校となる。
- 1941年（昭和16年） - 大分市立南大分国民学校となる。
- 1949年（昭和24年） - 大分市立南大分小学校となる。
- 1963年（昭和38年） - 旧校舎竣工[1]。
- 1969年（昭和44年） - 大分市立城南小学校を分離。
- 1972年（昭和47年） - 旧体育館竣工[1]。
- 1974年（昭和49年） - 大分市立豊府小学校を分離。
- 1976年（昭和51年） - 開校100周年記念式挙行。
- 2012年（平成24年）12月 - 新校舎完成。
- 2014年（平成26年）3月10日 - 新校舎、体育館、運動場の整備が完了し、完成記念式典を挙行[2]。
- 2021年（令和3年）3月31日 - 校舎1階に併設されていた大分市立南大分幼稚園が閉園。跡地は特別教室に。[3]

## 通学区域
明磧町、旭町、尼ケ瀬、田中町、畑中、二又町、豊饒、三ケ田町

## 進学先中学校
- 大分市立南大分中学校

## 交通
- 鉄道：JR九州久大本線南大分駅から徒歩約10分
- バス：大分バス

二又停留所下車→徒歩約3分
羽屋入口停留所下車→徒歩約5分
南太平寺停留所下車→徒歩約7分。